# Wollongong (Schiff, 1941)
Die HMAS Wollongong (J172) war eine nach der Stadt Wollongong, New South Wales, benannte Korvette der Bathurst-Klasse der Royal Australian Navy während des Zweiten Weltkriegs. Insgesamt 60 Schiffe dieser Klasse wurden während des Krieges in Australien als Teil des Kriegsnotprogramms als Minensucher gebaut, 36 für die Royal Australian Navy, 20 (darunter auch die Wollongong) im Auftrag der britischen Admiralität, aber von der Royal Australian Navy bemannt und eingesetzt, und vier weitere für die Royal Indian Navy.

## Geschichte
Nach ihrer Indienststellung wurde die Wollongong zwei Monate lang als Geleitschiff an der Ostküste Australiens eingesetzt, bis sie Anfang Januar 1942 zusammen mit ihren Schwesterschiffen Ballarat und Toowoomba nach Singapur verlegt wurde. In den nächsten 1½ Monaten bis Ende Februar führte sie zahlreiche Geleitschutzaufträge, Patrouillen und Evakuierungsmissionen im Gebiet von Malaysia, Sumatra und Java durch, während die alliierten ABDA-Streitkräfte vergeblich versuchten, die Japanische Invasion Südostasiens aufzuhalten. In der Nacht vom 6. auf den 7. Februar war sie das letzte australische Schiff, das Singapur verließ. Zusammen mit ihrem vorher ausgelaufenem Schwesterschiff Bendigo lief sie nach Palembang, wo sich die beiden Schiffe mit der Toowoomba und der Ballarat trafen.
Als die Lage in diesem Kriegsschauplatz nach der verlorenen Schlacht in der Javasee endgültig hoffnungslos und das ABDA-Kommando aufgelöst wurde, verließ der Minensucher Java als Teil eines Konvois, der die Trossschiffe der Flotte von Tanjung Priok nach Tjilatjap bringen sollte, dem Sammelpunkt für die Reste der ABDA-Flotte. Die Haupteskorten des Konvois bildeten die Sloops Yarra und Jumna. Vier Stunden nach Verlassen des Hafens lief der Tanker War Sirdar auf ein Riff. Die Wollongong wurde zu seinem Schutz und zur Hilfeleistung detachiert und versuchte nach Tagesanbruch mehrfach erfolglos, den Tanker wieder freizuschleppen. Nach einem feindlichen Luftangriff wurden die Versuche jedoch abgebrochen. Der Besatzung der War Sirdar wurde geraten, das Schiff zu versenken und auf einer nahen Insel Zuflucht zu suchen, während der Minensucher Commodore J.A. Collins, Befehlshaber des britischen und australischen Teils der ABDA-Flotte, über Funk informierte und den Konvoi wieder einholte. Das nächste Schiff verlor der Konvoi nach Einbruch der Dunkelheit, als ein japanisches U-Boot den Tanker British Judge torpedierte. Das Schiff konnte über Wasser gehalten werden, war durch den Schaden aber zu langsam, um weiter im Konvoi mitzufahren. Daher musste der Tanker alleine nach Tjilatjap fahren. Erneut wurde die Wollongong vom Konvoi detachiert, um die British Judge auf ihrer langsamen Fahrt zu schützen. Als der Konvoi jedoch am 2. März vor Tjilatjap eintraf, befahl Commodore Collins aufgrund des japanischen Vormarschs den Schiffen nicht einzulaufen, sondern sofort nach Fremantle weiterzulaufen. Auf der noch zurückhängenden British Judge wurde der Befehl an die Jumna mitgehört, sich vom Konvoi zu trennen und nach Colombo zu laufen. Nachdem der Tanker die Wollongong darüber informierte, wies der Minensucher ihn an, alleine nach Colombo zu laufen (dem neuen Sammelpunkt für die britischen und indischen Schiffe) und nahm selbst Kurs auf Fremantle. Da der Kommandant auf direktem Kurs fuhr und nicht versuchte, sich wieder dem Konvoi anzuschließen, gelang es der Wollongong, Fremantle sicher zu erreichen. Die Yarra und die restlichen drei Schiffe des Konvois wurden jedoch am Morgen des 4. März südlich von Java von einem starken japanischen Kampfverband aufgespürt und versenkt.
In den folgenden Monaten wurde die Wollongong als Geleitschiff an der Westküste Australiens eingesetzt, bis sie sich am 14. September 1942 von Fremantle aus nach Diego Garcia begab und Teil der britischen „Eastern Fleet“ wurde. In den nächsten zwei Jahren folgten Geleitschutzaufgaben im Indischen Ozean, dem Persischen Golf und im Roten Meer, unterbrochen von einem kurzen Einsatz im Mittelmeer von Juli bis September 1943. Zusammen mit ihren Schwesterschiffen Cairns, Cessnock und Geraldton nahm sie an der Invasion Siziliens teil. Dort war der Minensucher auch an der Versenkung des deutschen U-Bootes U 617 beteiligt.
Von Mai bis Juli 1944 wurde das Schiff in Fremantle gründlich überholt, bevor es erneut bis Februar 1945 in der Eastern Fleet eingesetzt wurde. Die restliche Zeit bis zum Ende des Krieges verbrachte das Schiff dann von März bis Mai als Eskorte in der Schlacht um Okinawa und danach als Geleitschiff im Gebiet um Manus (Neuguinea). Nach dem Krieg folgten noch mehrere Wochen auf Patrouille gegen Piraten in Südostasien und ein kurzer Einsatz bei Morotai.
Am 11. Februar 1946 wurde die Wollongong als australisches Kriegsschiff außer Dienst gestellt und an die niederländische Marine übergeben. Dort war sie als Banda in Indonesien im Einsatz, bis sie von den Niederlanden im April 1950 an die indonesische Marine übergeben wurde. Als Radjawali war sie dort noch bis Mitte der 1960er Jahre im Dienst. 1968 wurde der Minensucher schließlich in Hongkong verschrottet.